# هاتف لوحي

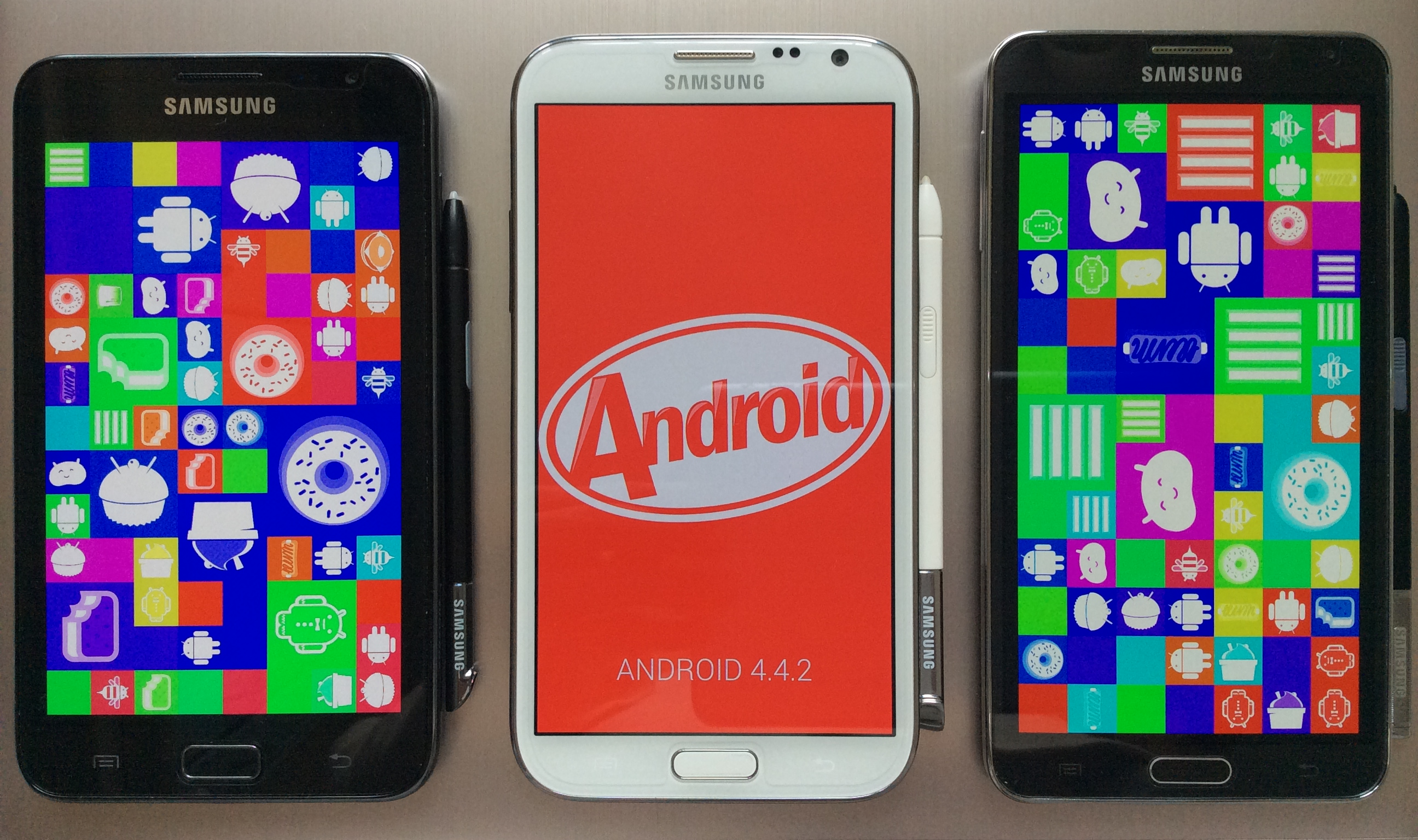
جهاز فابلت من سامسونج

الهاتف اللوحي (بالإنجليزية: Phablet)‏ هو جهاز ذكي، ويطلق على الهواتف التي أكبر من الهاتف المحمول «حجماً» وأصغر من الحاسوب اللوحي يعمل بواحد من عدة تقنيات تسمح باللمس على الشاشة وهو يجمع بين خصائص الهاتف المحمول وخصائص الأجهزة اللوحية، ولايمكن إطلاق هذا المصطلح على أي هاتف، فالمصطلح يشمل الهواتف التي تملك شاشة يتراوح مقاسها بين 5 إلى 6.9 بوصة فقط، حيث إن كان الهاتف يملك شاشة بمقاس 7 بوصة فلا يمكن إطلاق عليه هذا المصطلح.

## التسمية
المصطلح مكون من كلمتين هما Phone و Tablet, حيث تم أخذ أول حرفين من كلمة Phone وآخر خمسة أحرف من كلمة Tablet وتم مزجهم ليتكون المصطلح الجديد (فابلت-Phablet).